# دونگا ترپچا
دونگا ترپچا (به صربی: Donja Trepča) یک منطقهٔ مسکونی در صربستان است که در چاچاک واقع شده‌است. دونگا ترپچا ۱۵٫۴۰ کیلومتر مربع مساحت و ۹۸۹ نفر جمعیت دارد و ۲۹۹ متر بالاتر از سطح دریا واقع شده‌است.